# S.P.A.L. 2013 2016-2017
Questa voce raccoglie le informazioni riguardanti la S.P.A.L. 2013 nelle competizioni ufficiali della stagione 2016-2017.

## Stagione
Per il ritorno in serie cadetta, nell'estate 2016 viene allestita una rosa con la prospettiva di ottenere una salvezza tranquilla, mantenendo l'ossatura della promozione e affiancando a punti fermi quali Lazzari, Mora e il capitano Giani, un mix tra giovani ed esperti elementi come il portiere Meret, i difensori Bonifazi, Del Grosso e Vicari, i centrocampisti Schiattarella e Arini e l'attaccante Antenucci, cui si aggiungerà a gennaio Floccari.
Dopo un iniziale rodaggio nel quale prende le misure alla nuova categoria, sul finire del girone di andata la SPAL s'inserisce a sorpresa ai vertici della classifica. Nel girone di ritorno gli estensi esibiscono una pregevole costanza di rendimento, e con cinque vittorie consecutive in aprile legittimano definitivamente il primo posto della graduatoria. Il 13 maggio 2017 i biancazzurri ottengono con una giornata di anticipo l'aritmetica promozione in Serie A, nonostante la sconfitta sul campo della Ternana (decisiva la contemporanea caduta del rivale Frosinone a Benevento): gli spallini tornano così nella massima categoria dopo quarantanove anni di assenza.
A corollario della vittoriosa stagione, nell'ultima giornata di campionato il successo casalingo sul Bari assegna agli estensi il primo posto della classifica con 78 punti (lasciando a quattro lunghezze di distanza Frosinone e Verona), che così si aggiudicano la Coppa Ali della Vittoria: tutto questo solo un lustro dopo il fallimento della vecchia società, che ha costretto i biancazzurri a ripartire dalla Serie D. In Coppa Italia nel secondo turno la SPAL ha eliminato con un 2-0 il Messina, nel terzo turno viene estromessa dal Cagliari, che si è imposto per 5-1. Miglior realizzatore spallino di stagione risulta Mirco Antenucci, siglando 20 reti delle quali 18 in campionato e 2 in Coppa Italia.

## Divise e sponsor
Lo sponsor tecnico per la stagione 2016-2017 è HS Football (che subentra ad Erreà); gli sponsor ufficiali apposti sulle maglie sono Vetroresina, Magnadyne e BMW Erre Effe Group.
La divisa casalinga presenta sul torso e maniche il consueto motivo a strisce verticali sottili bianco-azzurre, con colletto a V di colore bianco. Nella parte frontale della tenuta da gioco troviamo altresì lo stemma societario sulla sinistra, il logo dello sponsor tecnico sulla destra e centralmente i marchi degli sponsor ufficiali. Sul retro della divisa sono apposti nome e numero in blu scuro su sfondo bianco. Bianchi sono i pantaloncini. con strisce laterali azzurre, ed i calzettoni, con risvolto azzurro.
La divisa esterna presenta una tinta nera, con una banda trasversale azzurra e colletto a V azzurro. Neri sono anche i pantaloncini, con strisce laterali azzurre, ed i calzettoni, con risvolto azzurro. La terza divisa è grigia con una banda verticale bianco-azzurra sul lato sinistro e colletto a V bianco, pantaloncini e calzettoni sono egualmente grigi. Come uniformi alternative sono stati utilizzati occasionalmente anche completi di colore verde, giallo e rosso, sempre con banda verticale biancazzurra e colletto a V.
| Casa | Trasferta | Terza divisa |

## Organigramma societario
Area direttiva
- Presidente: Walter Mattioli
- Patron: Simone Colombarini, Francesco Colombarini
- Direttore generale: Davide Vagnati
- Direttore commerciale: Alessandro Crivellaro

Area organizzativa
- Direttore organizzativo: Umberto Sabattini
- Segretario generale: Stefano Salis
- Segretario amministrativo: Monica Mattioli
- Team manager: Alessandro Andreini

Area comunicazione e marketing
- Responsabile comunicazione e addetto stampa: Enrico Menegatti
- Responsabile marketing: Simona Ragusa
- Addetto marketing: Gianluca Ranzani
- Responsabile web marketing, eventi e social media: Arianna Rossi
- Responsabile progetti multimediali: Stefano Accorsi

Area tecnica
- Direttore sportivo: Davide Vagnati
- Allenatore: Leonardo Semplici
- Allenatore in seconda: Andrea Consumi
- Collaboratori tecnici: Rossano Casoni, Fabrizio Franceschetti
- Preparatore atletico: Yuri Fabbrizzi
- Preparatore dei portieri: Cristiano Scalabrelli

Area sanitaria
- Responsabile: Raffaella Giagnorio
- Medico sociale: Vittorio Bronzi
- Fisioterapisti: Daniele Zannini, Matteo Evangelisti, Francesco Palummieri

## Rosa
| N. |                   | Ruolo | Calciatore               |
| -- | ----------------- | ----- | ------------------------ |
| 1  | Italia (bandiera) | P     | Alex Meret               |
| 2  | Italia (bandiera) | D     | Daniele Gasparetto       |
| 3  | Italia (bandiera) | D     | Tommaso Silvestri        |
| 4  | Italia (bandiera) | C     | Mariano Arini            |
| 5  | Italia (bandiera) | D     | Nicolas Giani (capitano) |
| 6  | Italia (bandiera) | D     | Michele Cremonesi        |
| 7  | Italia (bandiera) | A     | Mirco Antenucci          |
| 8  | Italia (bandiera) | C     | Mirco Spighi             |
| 9  | Italia (bandiera) | A     | Alberto Cerri            |
| 10 | Italia (bandiera) | A     | Luigi Grassi             |
| 10 | Italia (bandiera) | A     | Sergio Floccari          |
| 11 | Italia (bandiera) | A     | Mattia Finotto           |
| 12 | Italia (bandiera) | P     | Gabriele Marchegiani     |
| 13 | Italia (bandiera) | C     | Andrea Beghetto          |
| 14 | Italia (bandiera) | D     | Kevin Bonifazi           |
| 15 | Italia (bandiera) | C     | Alberto Picchi           |
| 17 | Italia (bandiera) | A     | Gianmarco Zigoni         |

| N. |                    | Ruolo | Calciatore             |
| -- | ------------------ | ----- | ---------------------- |
| 18 | Italia (bandiera)  | C     | Eros Schiavon          |
| 19 | Italia (bandiera)  | C     | Luca Mora              |
| 20 | Italia (bandiera)  | C     | Michele Castagnetti    |
| 21 | Italia (bandiera)  | C     | Simone Pontisso        |
| 22 | Italia (bandiera)  | P     | Paolo Branduani        |
| 22 | Italia (bandiera)  | P     | Giacomo Poluzzi        |
| 23 | Italia (bandiera)  | D     | Francesco Vicari       |
| 24 | Italia (bandiera)  | D     | Cristiano Del Grosso   |
| 25 | Brasile (bandiera) | C     | Gabriel Strefezza      |
| 26 | Italia (bandiera)  | C     | Corrado Concas         |
| 27 | Italia (bandiera)  | C     | Paolo Ghiglione        |
| 28 | Italia (bandiera)  | C     | Pasquale Schiattarella |
| 31 | Senegal (bandiera) | P     | Demba Thiam            |
| 32 | Ghana (bandiera)   | C     | Shaka Mawuli Eklu      |
| 29 | Italia (bandiera)  | C     | Manuel Lazzari         |
| 33 | Italia (bandiera)  | C     | Filippo Costa          |
| 34 | Italia (bandiera)  | A     | Tommaso Costantini     |

## Calciomercato

### Sessione estiva(dal 1/7 al 31/8)
| Acquisti | Acquisti               | Acquisti  | Acquisti   |
| R.       | Nome                   | da        | Modalità   |
| -------- | ---------------------- | --------- | ---------- |
| P        | Gabriele Marchegiani   | Roma      | definitivo |
| P        | Alex Meret             | Udinese   | prestito   |
| D        | Kevin Bonifazi         | Torino    | prestito   |
| D        | Michele Cremonesi      | Crotone   | definitivo |
| D        | Cristiano Del Grosso   | Atalanta  | prestito   |
| D        | Francesco Vicari       | Novara    | definitivo |
| C        | Mariano Arini          | Avellino  | definitivo |
| C        | Alberto Picchi         | Empoli    | prestito   |
| C        | Paolo Ghiglione        | Genoa     | prestito   |
| C        | Simone Pontisso        | Udinese   | prestito   |
| C        | Pasquale Schiattarella | Latina    | svincolato |
| A        | Mirco Antenucci        | Leeds Utd | svincolato |
| A        | Alberto Cerri          | Juventus  | prestito   |

| Cessioni | Cessioni            | Cessioni      | Cessioni         |
| R.       | Nome                | a             | Modalità         |
| -------- | ------------------- | ------------- | ---------------- |
| P        | Nikita Contini      | Napoli        | fine prestito    |
| D        | Pietro Ceccaroni    | Spezia        | fine prestito    |
| D        | Marcello Cottafava  | -             | termine carriera |
| C        | Alessandro Bellemo  | Fano          | prestito         |
| C        | Lorenzo Capezzani   | Fano          | prestito         |
| C        | Alessandro De Vitis | Sampdoria     | fine prestito    |
| C        | Davide Di Quinzio   | Como          | svincolato       |
| C        | Federico Gentile    | Siena         | svincolato       |
| C        | Francesco Posocco   | Santarcangelo | prestito         |
| A        | Marco Cellini       | Livorno       | definitivo       |
| A        | Jacopo Ferri        | Roma          | fine prestito    |

### Sessione invernale(dal 3/1 al 31/1)
| Acquisti | Acquisti           | Acquisti       | Acquisti                         |
| R.       | Nome               | da             | Modalità                         |
| -------- | ------------------ | -------------- | -------------------------------- |
| P        | Giacomo Poluzzi    | Fidelis Andria | definitivo                       |
| C        | Filippo Costa      | Chievo         | prestito con obbligo di riscatto |
| A        | Tommaso Costantini | Mezzolara      | definitivo                       |
| A        | Sergio Floccari    | Bologna        | definitivo                       |

| Cessioni | Cessioni        | Cessioni  | Cessioni      |
| R.       | Nome            | a         | Modalità      |
| -------- | --------------- | --------- | ------------- |
| P        | Paolo Branduani | Teramo    | prestito      |
| C        | Andrea Beghetto | Genoa     | definitivo    |
| C        | Alberto Picchi  | Empoli    | fine prestito |
| C        | Mirco Spighi    | Teramo    | definitivo    |
| A        | Alberto Cerri   | Juventus  | fine prestito |
| A        | Luigi Grassi    | Pontedera | definitivo    |

## Risultati

### Serie B

#### Girone di andata
| Arbitro: | Abisso (Palermo) |

|                                 |           |  |
| Ciciretti 29’ (rig.) Pușcaș 80’ | Marcatori |  |

| Arbitro: | Nasca (Bari) |

|                                      |           |  |
| Arini 10’ Cremonesi 22’ Zigoni 90+1’ | Marcatori |  |

| Arbitro: | Marini (Roma) |

|           |           |              |
| Cacia 76’ | Marcatori | 29’ Pontisso |

| Arbitro: | Baroni (Firenze) |

|                             |           |                         |
| Giani 38’ Schiattarella 39’ | Marcatori | 7’ Pellizzer 33’ Caputo |

| Arbitro: | Abbattista (Molfetta) |

|          |           |                            |
| Mora 59’ | Marcatori | 6’, 66’ Valoti 34’ Pazzini |

| Arbitro: | Pezzuto (Lecce) |

|              |           |  |
| Nicastro 83’ | Marcatori |  |

| Arbitro: | Ghersini (Genova) |

|                                         |           |                        |
| Schiattarella 7’ Mora 38’ Antenucci 55’ | Marcatori | 4’ Donnarumma 46’ Coda |

| Arbitro: | Pasqua (Tivoli) |

|  |           |           |
|  | Marcatori | 85’ Arini |

| Arbitro: | Nasca (Bari) |

|             |           |                 |
| Cinelli 77’ | Marcatori | 90+4’ Cremonesi |

| Arbitro: | La Penna (Roma) |

|                               |           |             |
| Zigoni 8’ Cerri 50’ Arini 68’ | Marcatori | 77’ Bifulco |

| Arbitro: | Pinzani (Empoli) |

|                             |           |           |
| Paganini 10’ D. Ciofani 35’ | Marcatori | 15’ Giani |

| Arbitro: | Martinelli (Roma) |

|                         |           |  |
| Antenucci 40’, 87’, 89’ | Marcatori |  |

| Arbitro: | Sacchi (Macerata) |

|  |           |           |
|  | Marcatori | 11’ Giani |

| Arbitro: | Baroni (Firenze) |

|                                |           |                                      |
| Finotto 31’, 85’ Antenucci 45’ | Marcatori | 7’ Bisoli 34’ (rig.) And. Caracciolo |

| Arbitro: | Serra (Torino) |

|                     |           |               |
| Petković 51’ (rig.) | Marcatori | 44’ Antenucci |

| Ferrara 26 novembre 2016, ore 15:00 CET 16ª giornata | SPAL            | 0 – 0 referto | Latina | Stadio Paolo Mazza (7 161 spett.)\| Arbitro: \| Ros (Pordenone) \| |
| Arbitro:                                             | Ros (Pordenone) |               |        |                                                                    |

| Arbitro: | Nasca (Bari) |

|          |           |                         |
| Iori 55’ | Marcatori | 31’ Bonifazi 70’ Zigoni |

| Arbitro: | Pezzuto (Lecce) |

|                        |           |            |
| Mora 36’ Antenucci 68’ | Marcatori | 3’ Piccolo |

| Arbitro: | Aureliano (Bologna) |

|                                      |           |              |
| Emmanuello 55’ Morra 64’ Palazzi 72’ | Marcatori | 84’ Bonifazi |

| Arbitro: | Serra (Torino) |

|                                        |           |  |
| Zigoni 4’, 15’, 89’ Valjent 59’ (aut.) | Marcatori |  |

| Arbitro: | La Penna (Roma) |

|                    |           |                      |
| Maniero 62’ (rig.) | Marcatori | 36’ (rig.) Antenucci |

#### Girone di ritorno
| Arbitro: | Illuzzi (Molfetta) |

|                         |           |  |
| Vicari 43’ Floccari 90’ | Marcatori |  |

| Arbitro: | Ghersini (Genova) |

|                |           |                |
| F. Orlando 53’ | Marcatori | 90+6’ Floccari |

| Arbitro: | Baroni (Firenze) |

|                      |           |             |
| Antenucci 78’ (rig.) | Marcatori | 68’ Favilli |

| Arbitro: | Saia (Palermo) |

|  |           |                                       |
|  | Marcatori | 6’ (rig.) Floccari 10’ Mora 17’ Costa |

| Verona 20 febbraio 2017, ore 20:30 CET 26ª giornata | Verona              | 0 – 0 referto | SPAL | Stadio Marcantonio Bentegodi (17 192 spett.)\| Arbitro: \| Di Paolo (Avezzano) \| |
| Arbitro:                                            | Di Paolo (Avezzano) |               |      |                                                                                   |

| Arbitro: | Di Martino (Teramo) |

|                                  |           |  |
| Floccari 37’ Schiattarella 90+2’ | Marcatori |  |

| Arbitro: | Pasqua (Tivoli) |

|            |           |                                |
| Coda 90+4’ | Marcatori | 31’ (rig.) Zigoni 89’ Floccari |

| Arbitro: | Marini (Roma) |

|               |           |                    |
| Antenucci 21’ | Marcatori | 41’ (rig.) Mannini |

| Arbitro: | Di Paolo (Avezzano) |

|                        |           |  |
| Antenucci 36’ Mora 61’ | Marcatori |  |

| Arbitro: | Nasca (Bari) |

|             |           |                                                    |
| Lasagna 54’ | Marcatori | 8’, 38’ Floccari 11’ (rig.) Antenucci 90+1’ Zigoni |

| Arbitro: | Manganiello (Pinerolo) |

|  |           |                            |
|  | Marcatori | 53’ D. Ciofani 60’ Ariaudo |

| Arbitro: | Abbattista (Molfetta) |

|            |           |  |
| Eusepi 49’ | Marcatori |  |

| Arbitro: | Pezzuto (Lecce) |

|                                     |           |  |
| Antenucci 61’ (rig.) Schiavon 90+2’ | Marcatori |  |

| Arbitro: | Chiffi (Padova) |

|                 |           |                               |
| A. Ferrante 29’ | Marcatori | 15’, 68’ Mora 45+2’ Antenucci |

| Arbitro: | Sacchi (Macerata) |

|                    |           |            |
| Antenucci 55’, 77’ | Marcatori | 3’ Barillà |

| Arbitro: | Abisso (Palermo) |

|            |           |                            |
| Corvia 12’ | Marcatori | 14’ Bonifazi 68’ Antenucci |

| Arbitro: | Pasqua (Tivoli) |

|                      |           |             |
| Giani 49’ Zigoni 67’ | Marcatori | 79’ Litteri |

| La Spezia 29 aprile 2017, ore 15:00 CEST 39ª giornata | Spezia              | 0 – 0 referto | SPAL | Stadio Alberto Picco (8 690 spett.)\| Arbitro: \| Aureliano (Bologna) \| |
| Arbitro:                                              | Aureliano (Bologna) |               |      |                                                                          |

| Ferrara 7 maggio 2017, ore 17:30 CEST 40ª giornata | SPAL                | 0 – 0 referto | Pro Vercelli | Stadio Paolo Mazza (8 652 spett.)\| Arbitro: \| Di Martino (Teramo) \| |
| Arbitro:                                           | Di Martino (Teramo) |               |              |                                                                        |

| Arbitro: | Manganiello (Pinerolo) |

|                    |           |               |
| Pettinari 18’, 33’ | Marcatori | 12’ Antenucci |

| Arbitro: | Mainardi (Bergamo) |

|                 |           |            |
| Zigoni 23’, 89’ | Marcatori | 12’ Galano |

### Coppa Italia

#### Turni preliminari
| Arbitro: | Illuzzi (Molfetta) |

|                         |           |  |
| Antenucci 21’ Cerri 63’ | Marcatori |  |

| Arbitro: | Ghersini (Genova) |

|                                      |           |               |
| Borriello 24’, 44’, 65’, 82’ Sau 40’ | Marcatori | 84’ Antenucci |

## Statistiche

### Statistiche di squadra
| Competizione | Punti | In casa | In casa | In casa | In casa | In casa | In casa | In trasferta | In trasferta | In trasferta | In trasferta | In trasferta | In trasferta | Totale | Totale | Totale | Totale | Totale | Totale | DR  |
| Competizione | Punti | G       | V       | N       | P       | Gf      | Gs      | G            | V            | N            | P            | Gf           | Gs           | G      | V      | N      | P      | Gf     | Gs     | DR  |
| ------------ | ----- | ------- | ------- | ------- | ------- | ------- | ------- | ------------ | ------------ | ------------ | ------------ | ------------ | ------------ | ------ | ------ | ------ | ------ | ------ | ------ | --- |
| Serie B      | 78    | 21      | 14      | 5       | 2       | 40      | 18      | 21           | 8            | 7            | 6            | 26           | 21           | 42     | 22     | 12     | 8      | 66     | 39     | +27 |
| Coppa Italia | -     | 1       | 1       | 0       | 0       | 2       | 0       | 1            | 0            | 0            | 1            | 1            | 5            | 2      | 1      | 0      | 1      | 3      | 5      | −2  |
| Totale       | -     | 22      | 15      | 5       | 2       | 42      | 18      | 22           | 8            | 7            | 7            | 27           | 26           | 44     | 23     | 12     | 9      | 69     | 44     | +25 |

### Andamento in campionato
| Giornata  | 1  | 2 | 3 | 4 | 5  | 6  | 7  | 8  | 9  | 10 | 11 | 12 | 13 | 14 | 15 | 16 | 17 | 18 | 19 | 20 | 21 | 22 | 23 | 24 | 25 | 26 | 27 | 28 | 29 | 30 | 31 | 32 | 33 | 34 | 35 | 36 | 37 | 38 | 39 | 40 | 41 | 42 |
| --------- | -- | - | - | - | -- | -- | -- | -- | -- | -- | -- | -- | -- | -- | -- | -- | -- | -- | -- | -- | -- | -- | -- | -- | -- | -- | -- | -- | -- | -- | -- | -- | -- | -- | -- | -- | -- | -- | -- | -- | -- | -- |
| Luogo     | T  | C | T | C | C  | T  | C  | T  | T  | C  | T  | C  | T  | C  | T  | C  | T  | C  | T  | C  | T  | C  | T  | C  | T  | T  | C  | T  | C  | C  | T  | C  | T  | C  | T  | C  | T  | C  | T  | C  | T  | C  |
| Risultato | P  | V | N | N | P  | P  | V  | V  | N  | V  | P  | V  | V  | V  | N  | N  | V  | V  | P  | V  | N  | V  | N  | N  | V  | N  | V  | V  | N  | V  | V  | P  | P  | V  | V  | V  | V  | V  | N  | N  | P  | V  |
| Posizione | 19 | 6 | 6 | 8 | 15 | 17 | 11 | 10 | 10 | 8  | 10 | 8  | 7  | 5  | 5  | 5  | 4  | 4  | 4  | 3  | 4  | 2  | 3  | 3  | 3  | 4  | 2  | 2  | 3  | 1  | 1  | 2  | 3  | 2  | 1  | 1  | 1  | 1  | 1  | 1  | 1  | 1  |

Fonte:  EVOLUZIONE CLASSIFICA SERIE B 16/17, su transfermarkt.it.
Legenda:

Luogo: C = Casa; T = Trasferta. Risultato: V = Vittoria; N = Pareggio; P = Sconfitta.

### Statistiche dei giocatori
In corsivo i giocatori ceduti a stagione in corso.
| Giocatore        | Serie B  | Serie B | Serie B     | Serie B    | Coppa Italia | Coppa Italia | Coppa Italia | Coppa Italia | Totale   | Totale | Totale      | Totale     |
| Giocatore        | Presenze | Reti    | Ammonizioni | Espulsioni | Presenze     | Reti         | Ammonizioni  | Espulsioni   | Presenze | Reti   | Ammonizioni | Espulsioni |
| ---------------- | -------- | ------- | ----------- | ---------- | ------------ | ------------ | ------------ | ------------ | -------- | ------ | ----------- | ---------- |
| M. Antenucci     | 37       | 18      | 3           | 0          | 2            | 2            | 0            | 0            | 39       | 20     | 3           | 0          |
| M. Arini         | 37       | 3       | 9           | 0          | 2            | 0            | 0            | 0            | 39       | 3      | 9           | 0          |
| A. Beghetto      | 13       | 1       | 2           | 0          | 1            | 0            | 0            | 0            | 14       | 1      | 2           | 0          |
| K. Bonifazi      | 20       | 3       | 2           | 1          | 0            | 0            | 0            | 0            | 20       | 3      | 2           | 1          |
| P. Branduani     | 7        | -8      | 0           | 0          | 0            | 0            | 0            | 0            | 7        | -8     | 0           | 0          |
| M. Castagnetti   | 29       | 0       | 7           | 0          | 1            | 0            | 0            | 0            | 30       | 0      | 7           | 0          |
| A. Cerri         | 15       | 1       | 1           | 0          | 2            | 1            | 1            | 0            | 17       | 2      | 2           | 0          |
| F. Costa         | 15       | 1       | 2           | 1          | 0            | 0            | 0            | 0            | 15       | 1      | 2           | 1          |
| T. Costantini    | 0        | 0       | 0           | 0          | 0            | 0            | 0            | 0            | 0        | 0      | 0           | 0          |
| M. Cremonesi     | 29       | 2       | 7           | 0          | 2            | 0            | 0            | 0            | 31       | 2      | 7           | 0          |
| C. Del Grosso    | 22       | 0       | 2           | 0          | 0            | 0            | 0            | 0            | 22       | 0      | 2           | 0          |
| M. Finotto       | 29       | 3       | 1           | 0          | 0            | 0            | 0            | 0            | 29       | 3      | 1           | 0          |
| S. Floccari      | 16       | 7       | 3           | 0          | 0            | 0            | 0            | 0            | 16       | 7      | 3           | 0          |
| D. Gasparetto    | 24       | 0       | 2           | 2          | 2            | 0            | 0            | 0            | 26       | 0      | 2           | 2          |
| P. Ghiglione     | 7        | 0       | 1           | 0          | 1            | 0            | 0            | 0            | 8        | 0      | 1           | 0          |
| N. Giani         | 27       | 4       | 7           | 0          | 2            | 0            | 0            | 0            | 29       | 4      | 7           | 0          |
| L. Grassi        | 2        | 0       | 0           | 0          | 1            | 0            | 0            | 0            | 3        | 0      | 0           | 0          |
| M. Lazzari       | 39       | 0       | 10          | 1          | 2            | 0            | 0            | 0            | 41       | 0      | 10          | 1          |
| G. Marchegiani   | 5        | -5      | 1           | 0          | 0            | 0            | 0            | 0            | 5        | -5     | 1           | 0          |
| A. Meret         | 30       | -26     | 2           | 0          | 2            | -5           | 0            | 0            | 32       | -31    | 2           | 0          |
| L. Mora          | 35       | 7       | 12          | 2          | 2            | 0            | 0            | 0            | 37       | 7      | 12          | 2          |
| A. Picchi        | 2        | 0       | 0           | 0          | 0            | 0            | 0            | 0            | 2        | 0      | 0           | 0          |
| S. Pontisso      | 5        | 1       | 1           | 0          | 1            | 0            | 0            | 0            | 6        | 1      | 1           | 0          |
| G. Poluzzi       | 1        | -1      | 0           | 0          | 0            | 0            | 0            | 0            | 1        | -1     | 0           | 0          |
| M. Spighi        | 7        | 0       | 0           | 0          | 2            | 0            | 0            | 0            | 9        | 0      | 0           | 0          |
| P. Schiattarella | 36       | 3       | 12          | 0          | 0            | 0            | 0            | 0            | 36       | 3      | 12          | 0          |
| E. Schiavon      | 16       | 1       | 2           | 0          | 2            | 0            | 0            | 0            | 18       | 1      | 2           | 0          |
| T. Silvestri     | 6        | 0       | 0           | 0          | 0            | 0            | 0            | 0            | 6        | 0      | 0           | 0          |
| F. Vicari        | 34       | 1       | 3           | 1          | 0            | 0            | 0            | 0            | 34       | 1      | 3           | 1          |
| G. Zigoni        | 36       | 10      | 5           | 0          | 1            | 0            | 0            | 0            | 37       | 10     | 5           | 0          |